# Reid Shelton
Pour les articles homonymes, voir Shelton.
Reid Shelton, né le 7 octobre 1924 à Salem, en Oregon, et mort le 8 juin 1997 à Portland, en Oregon, est un acteur américain.

## Biographie
Reid Shelton est né le 7 octobre 1924 à Salem, en Oregon, aux États-Unis.
Il participe à neuf spectacles de Broadway de 1952 à 1983 dont Wish You Were Here en 1952,  My Fair Lady de 1956 à 1962, Carousel en 1965 dans le rôle d'Oliver Warbucks dans Annie, qu'il a joué pendant six ans de 1977 à 1983. 
Sa carrière à la télévision s'étend de 1974 à 1991, période durant laquelle il apparaît dans de nombreux téléfilms et séries télévisées. 
Reid Shelton meurt le 8 juin 1997 à Portland, en Oregon, aux (États-Unis), à l'âge de 72 ans.

## Filmographie
- 1974 : The Contractor (TV)
- 1977 : La Sentinelle des maudits (The Sentinel) : Priest
- 1984 : Breakin' Through (TV)
- 1985 : Generation (TV) : Raymond Wilkes
- 1989 : Guts and Glory: The Rise and Fall of Oliver North (TV)